# Patrick Battiston
Patrick Battiston (Amnéville, 12 de março de 1957) é um ex-futebolista francês.

## Carreira

### Clubes
Iniciou a carreira profissional no Metz, em 1973. Defendeu também Saint-Étienne, Bordeaux e Monaco, tendo se destacado nos dois primeiros. Encerrou sua carreira em 1991, novamente no Bordeaux.

### Seleção Francesa
Battiston jogou pela Seleção Francesa entre 1978 a 1986, disputado os três mundiais realizados no período e participado do título da Eurocopa de 1984. Ficou famoso nas Copas não por gols (não marcou nenhum na competição), mas pelo violento lance em que caiu desacordado após ser brutalmente atingido pelo goleiro alemão Harald Schumacher nas semifinais da Copa de 1982. 
Apesar das conseqüências terem se resumido a uma concussão cerebral, a coma e a perda de dois dentes, chegou a acreditar-se que tinha morrido após o ocorrido; Michel Platini teria dito que ele estava pálido e não sentiam seu pulso. Mais tarde, Schumacher pediu desculpas à Battiston, no que foram aceitas.